# Constantin Fehrenbach
Constantin Fehrenbach (Wellendingen, Gran Ducado de Baden [luego Alemania], 11 de enero de 1852 - Friburgo de Brisgovia, República de Weimar [luego Alemania], 26 de marzo de 1926) fue un político alemán católico y uno de los líderes del Partido de Centro.
Fue presidente del Reichstag (el Parlamento alemán de entonces) en 1918, y luego el presidente de la Asamblea Nacional de 1919 a 1920. Por la dimisión de los socialdemócratas del Gobierno en junio de 1920 como consecuencia de su pobre resultado en las elecciones de aquel año,[cita requerida] el 25 de junio de 1920 Fehrenbach se convirtió en el canciller de Alemania, formando una coalición compuesta por tres partidos, el Partido del Centro, el Partido Democrático Alemán (DDP, democrático liberal) y el Partido Popular Alemán (DVP, nacional-liberal). Su gobierno duró menos de un año, hasta el 4 de mayo de 1921.
Dimite en mayo de 1921, ya que el Reichstag no aprueba los pagos a título de reparación, que habían sido fijados a 132 mil millones de marcos de oro. Fehrenbach encabezó el grupo parlamentario del Partido de Centro en el Reichstag desde 1923 hasta 1926.